# Кассанавоид, Джейни
Джейни Кассанавоид (англ. Janee' Kassanavoid; род. 19 января 1995, Нью-Йорк, Нью-Йорк) — американская легкоатлетка, которая специализируется в метании молота. Призёр чемпионатов мира 2022 и 2023 годов.

## Карьера
В 2019 году приняла участие в легкоатлетическим матче между США и Европой, который состоялся в Минске. С результатом 71,26 метров она стала четвёртой в метании молота.
Касаанавоид представляла США на чемпионате мира 2022 года в Юджине. С результатом 74,86 метров она смогла завоевать бронзовую медаль.
В 2023 году на чемпионате мира по лёгкой атлетике в Будапеште Джейни выиграла серебро в метании молота с результатом 76,36 метра.

## Основные результаты
| Год  | Соревнование                      | Место проведения  | Место | Результат |
| ---- | --------------------------------- | ----------------- | ----- | --------- |
| 2022 | Чемпионат мира по лёгкой атлетике | Юджин, США        | 3     | 74,86 м   |
| 2023 | Чемпионат мира по лёгкой атлетике | Будапешт, Венгрия | 2     | 76,36 м   |